# Pierre Wantzel
Pierre-Laurent Wantzel (* 5. Juni 1814 in Paris; † 21. Mai 1848 ebenda) war ein französischer Mathematiker. Er ist bekannt für die Lösung von zwei der Klassischen Probleme der antiken Mathematik, die jahrhundertelang offen waren: Unmöglichkeitsbeweise für den allgemeinen Fall von Winkeldreiteilung und Würfelverdopplung.

## Leben
Wantzels Eltern waren Frédéric Wantzel, Professor für angewandte Mathematik an der École speciale du Commerce in Paris, und Marie geb. Aldon-Beaulieu. Der Vater entstammte der Frankfurter Bankiers- und Kaufmannsfamilie Wantzel. Pierre verbrachte seine Kindheit in Écouen nahe Paris.
1826 trat Wantzel in die École des Arts et Métiers de Châlons ein, wo er von Étienne Bobillier in Mathematik unterrichtet wurde. 1828 wechselte er zum Collège Charlemagne. Er war ein lebhafter und brillanter Schüler, der sowohl 1831 einen ersten Preis für einen französischen Aufsatz am Collège Charlemagne als auch für einen lateinischen Aufsatz in einem allgemeinen Wettbewerb erhielt. Er war 1832 Erster bei den Zulassungsprüfungen der École polytechnique (und Erster bei den Prüfungen in den Naturwissenschaften für die Zulassung zur École normale supérieure) und studierte ab 1832 an der École polytechnique. 1834 setzte er sein Studium an der École des ponts et chaussées fort, wo er zum Ingenieur ausgebildet wurde. Danach war er Repetitor und ab 1843 Examinator für Analysis an der École polytechnique; seit 1841 war er außerdem Professor für angewandte Mechanik an der École des ponts et chaussées.
Am 21. Februar 1842 heiratete Wantzel die Tochter seines ehemaligen Lehrers für Griechisch und Latein am Collège Charlemagne (mit dem Namen Lievyns) und wurde Vater zweier Töchter.
Seine Interessen waren weitgespannt: Er vertiefte sich in schottische und deutsche Philosophie, befasste sich neben Mathematik mit Geschichte und Musik und nahm eifrig an Debatten teil. Vor seiner Heirat hatte er einen unregelmäßigen Lebenswandel, der letztlich seine Gesundheit ruinierte. Er widmete sich ganz seinen Studien, schlief kaum, aß nur unregelmäßig und hielt sich mit Kaffee und Opium wach, wie Adhémar Jean Claude Barré de Saint-Venant in seinem Nachruf nach seinem frühen Tod beklagte.

## Werk
Schon als Schüler im Alter von 15 Jahren (1829) veröffentlichte Wantzel den Beweis einer weitverbreiteten, aber bis dahin noch unbewiesenen Methode zur Bestimmung von Quadratwurzeln für die Neuausgabe eines Schullehrbuchs von Antoine André Louis Reynaud.
Wantzel zeigte in einer Arbeit von 1837, dass es keine Konstruktion mit Zirkel und Lineal für die Würfelverdopplung und für die Winkeldreiteilung geben kann. Beides läuft auf den Beweis hinaus, dass es im Allgemeinen nicht möglich ist, kubische Irrationale (Lösungen kubischer Gleichungen) durch Ausdrücke mit Quadratwurzeln darzustellen. Häufig wird das heute mit Galoistheorie gezeigt (nach den unveröffentlichten Arbeiten des 1832 ebenfalls jung verstorbenen Évariste Galois) und läuft dann darauf hinaus, dass eine kubische Erweiterung des Körpers der rationalen Zahlen einen durch drei teilbaren Transzendenzgrad hat, die mit Zirkel und Lineal konstruierbaren Zahlen aber zu einem Erweiterungskörper mit dem Grad einer Zweierpotenz gehören und somit verschieden sein müssen. Da dies auf elementaren Teilbarkeitsfragen für natürliche Zahlen beruht, ist in diesem Fall die volle gruppentheoretische „Maschinerie“ der Galoistheorie unnötig.
Weiterhin zeigte er, dass die Anzahl der Seiten eines konstruierbaren Polygons die numerische Bedingung erfüllen muss, ein Produkt aus einer Zweierpotenz und (untereinander) verschiedenen Fermatschen Primzahlen zu sein (ist diese Bedingung erfüllt, so hatte bereits Carl Friedrich Gauß in seinen Disquisitiones Arithmeticae gezeigt, ist eine Konstruktion möglich).
Genauer zeigte er, dass durch Zirkel und Lineal konstruierbare Zahlen eine irreduzible polynomiale Gleichung vom Grad {\displaystyle 2^{k}} ({\displaystyle k\geq 1}) erfüllen müssen; dann zeigte er, dass
- im Fall der Würfelverdopplung die dafür relevante Gleichung {\displaystyle x^{3}-2a^{3}=0} irreduzibel ist und dass
- im Fall der Winkeldreiteilung die hier relevante Gleichung[6] {\displaystyle x^{3}-{\frac {3}{4}}x+{\frac {a}{4}}=0} ebenfalls irreduzibel ist.

Beide Gleichungen sind aber vom Grad 3 und nicht vom Grad {\displaystyle 2^{k}}.
1845 veröffentlichte Wantzel eine Vereinfachung des Beweises von Niels Henrik Abel für die Unmöglichkeit, algebraische Gleichungen allgemein (und speziell fünften Grades) durch Radikale zu lösen. Er bezog sich dabei auf Abel, Joseph Liouville und Paolo Ruffini (den er wie viele andere auch schwer verständlich fand), war aber vor allem Abel verpflichtet. Der zweite Teil seines Beweises, der Substitutionstheorie benutzt, ist in der Algèbre supérieure von Joseph Serret dargestellt.

## Schriften
- Recherches sur les moyens de reconnaître si un Problème de Géométrie peut se résoudre avec la règle et le compas. Journal de mathématiques pures et appliquées (Liouville’s Journal), Band 2, 1837, S. 366–372.

- Démonstration de l'impossibilité de résoudre toutes les équations algébriques avec des radicaux. Nouvelles Annales de mathématiques, Band 4, 1845, S. 57–65.